# Rachel Luttrell
Pour les articles homonymes, voir Luttrell.
Rachel Luttrell, née le 19 janvier 1971 à Dar es Salam en Tanzanie, est une actrice et chanteuse canadienne. D'un père américain de Louisiane et d'une mère tanzanienne, elle emménage avec sa famille au Canada alors qu'elle a cinq ans. Elle fait des études au Conservatoire royal de musique où elle pratique, entre autres, le chant et la danse classique.

## Carrière
Elle joue Veronica Beck dans la série Street Legal de la CBC au début des années 1990 et apparaît dans plusieurs épisodes des séries télévisées Urgences, Les Anges du bonheur, Charmed, In the House, Maniac Mansion (série télévisée) et Le Justicier des ténèbres. Elle joue dans des films tels que Terminator « Impostor », avec Gary Sinise et Madeleine Stowe, Joe's So Mean to Josephine, avec Sarah Polley, Personal Effects et la minisérie Anne Rice's The Feast of All Saints.
Elle fait également partie de l’émission radiophonique The Famished Road de la CBC, de la pièce théâtrale Goblin Market ainsi que d'un disque pour l’avancement de la recherche sur le SIDA : Songs of Conscience and Hope.
En 2011, elle interprète le rôle du capitaine de corvette Stephanie Mosner dans l'épisode 10 de la 9e saison de NCIS.
Elle est connue du grand public pour son rôle de Teyla Emmagan, une Athosienne chef de son peuple, qui devient membre de l'équipe principale d'exploration d'Atlantis dans la galaxie de Pégase après sa rencontre avec le peuple de la Terre durant les cinq saisons de 2004 a 2009 qui composent la série Stargate Atlantis. Elle interprète le titre de Joel Goldsmith : Beyond the night dans l'épisode 13 de la saison 2, Masse critique.
La qualité de son interprétation est telle que les réalisateurs de la série lui demandent de produire un second enregistrement pour que les fans (appelés les Gaters) se rendent bien compte que c'est réellement elle qui chante.[réf. nécessaire]
En 2006, dans A Dog's Breakfast (Mon beauf, ma sœur et moi) le premier film en tant que réalisateur de David Hewlett, elle joue le rôle de Ratcha aux côtés de plusieurs de ses amis acteurs de Stargate Atlantis : David Hewlett, Kate Hewlett (la sœur de David Hewlett qui joue le rôle de la sœur de Rodney McKay dans la série Stargate Atlantis), Paul McGillion et Christopher Judge.

## Vie privée
En 2006, elle épouse Loyd Bateman, cascadeur pour le cinéma. Ensemble ils ont deux enfants, un fils nommé Caden Dar Bateman, né le 10 octobre 2007, et une fille, Ridley Asha Bateman, née le 5 octobre 2012.

## Filmographie

### Cinéma

#### Courts métrages
- 1992 : Personal Effects de Lori Spring
- 2004 : Stop Thief! de Soseh Kevorkian : Nicky
- 2013 : Zarg Attack! de Loyd Bateman : la mère
- 2017 : Bound de Loyd Bateman : la mère

#### Longs métrages
- 1995 : House (en) de Laurie Lynd
- 1996 : Joe's So Mean to Josephine (en) de Peter Wellington : femme dans le bar
- 2001 : Impostor de Gary Fleder : Scan Room Nurse
- 2003 : Everyday Use de Bruce Schwartz : Dee
- 2005 : The Aviary (en) de Abe Levy : Portia
- 2007 : Mon beauf, ma sœur et moi (A Dog's Breakfast) de David Hewlett : Ratcha
- 2009 : Hardwired de Ernie Barbarash : Candace
- 2018 : Avengers: Infinity War de Anthony Russo et Joe Russo : cascadeuse
- 2019 : Retour à Zombieland de Ruben Fleischer : une femme terrifiée

### Télévision

#### Téléfilm
- 1986 : Seule contre la drogue (Courage) de Jeremy Kagan : fille de Bobby
- 2001 : Les Racines du destin (Feast of All Saints) de Peter Medak : Lisette

#### Série télévisée
- 1989 - 1993 : Street Legal (en) (20 épisodes) : Veronica Beck
- 1992 : Le Justicier des ténèbres (saison 1, épisode 11 : Hunters) : Officer Norma Alves
- 1993 : Une maison de fous (saison 3, épisode 15 : Tina and the Teardrops) : Lorrie
- 1995 : The Great Defender : Reporter
  - (saison 1, épisode 03 : Naked Truth)
  - (saison 1, épisode 05 : Camille)
- 1997 : In the House (en) : Daphne
  - (saison 4, épisode 05 : The Cruise: Part 1)
  - (saison 4, épisode 06 : The Cruise: Part 2)
- 1997 : Dogs (saison 1, épisode 01) : Mimi
- 1998 : Sleepwalkers : Chasseurs de rêves (saison 1, épisode 08 : Cassandra)
- 1998 : Damon (en) (saison 1, épisode 03 : Under Covers) : Brenda
- 2001 : Urgences (saison 7, épisode 22 : Fureur) : Paramedic
- 2001 : Charmed (saison 3, épisode 20 : Le Retour de Balthazar) : Janna, Second Witch
- 2002 : Les Anges du bonheur (saison 9, épisode 02 : Pour un peu de gloire…) : Marla
- 2004 - 2009 : Stargate Atlantis (100 épisodes) : Teyla Emmagan
- 2011 : True Justice (saison 11, épisode 11 : Guérilla urbaine : 1re partie) : Lt. Humphreys
- 2011 : NCIS : Enquêtes spéciales (saison 9, épisode 10 : Les Péchés du père) : Lieutenant Commander Stephanie Mosner
- 2013 : NCIS : Los Angeles (saison 2, épisode 12 : Big Brother) : CIA Agent Yvette Lowell
- 2015 : No Sleep Till 18 (saison 1, épisode 04 : Everyone's Got an Opinion) : Jill
- 2016 : Arrow (saison 4, épisode 14 : Sale temps pour un justicier) : Rosie
- 2018 : Girlfriends' Guide to Divorce (saison 5, épisodes 4 et 5) : Oona Falcone

### Scénariste
- 2013 : Zarg Attack! (court métrage)
- 2015 : Requiem Log #32 (court métrage) (sous le pseudonyme : Rachel Luttrell-Bateman)

### Productrice
- 2017 : Bound (court métrage)

## Discographie
En 2011, Rachel Luttrell sort un album intitulé I Wish you Love, composé en majeure partie de séquences jazz. Elle chante dans cet album un morceau en français, une reprise de Que reste-t-il de nos amours enregistrée par Charles Trenet en 1942.